# Lucy Stuart Sutherland
Lucy Stuart Sutherland (Geelong, 21 de junio de 1903-20 de agosto de 1980) fue una escritora e historiadora británica, de origen sudafricano.
Fue autora de obras como A London Merchant, 1695-1774, The East India Company in Eighteenth-Century Politics (Oxford University Press, 1952) o The Correspondence of Edmund Burke, Vol. II, entre otras. Fue miembro de la Academia Británica desde 1954.
Se graduó del Somerville College, Oxford.